# درازنویسی
درازنویسی اصطلاحی است برای توصیف طرز نگارش افعال و جملات به گونه‌ای که درازتر از حد طبیعی در گویش مردم و نگارش فصیح زبان فارسی باشد. در این عمل معمولاً فعل‌های بسیط به فعل مرکب و عبارت‌های کوتاه به عبارت‌های بلند تبدیل می‌شود. نام این کار را نخستین بار دکتر خانلری در کتاب خود به نام دستور زبان فارسی، «درازنویسی» گفته است. چنین ترکیباتی لزوماً غلط نیستند ولی از فصاحت و ارزش نوشته می‌کاهند و بهتر است از به‌کار بردن آنها پرهیز شود. 
نمونه‌هایی از درازنویسی:
- اخذ کردن به جای گرفتن
- ارسال کردن به جای فرستادن
- به قتل رساندن به جای کشتن
- خریداری کردن به جای خریدن
- کشته شدگان به جای کشتگان
- قادر بودن به جای توانستن
- پشت سر گذاشتن به جای گذراندن
- امکان‌پذیر به‌جای ممکن
- به عمل آوردن به جای کردن (مانند: کوشش به عمل آورد)
- به مورد اجرا گذاشتن به جای کردن، یا اجرا کردن
- مورد ستایش قرار دادن به جای ستودن
- مورد استفاده قرار دادن به جای استفاده کردن
- مورد تعقیب قرار دادن به جای تعقیب کردن
- در جریان قرار دادن به جای اطلاع دادن